# قرار مجلس الأمن التابع للأمم المتحدة رقم 185
قرار مجلس الأمن التابع للأمم المتحدة رقم 185، الذي اعتمد في 16 ديسمبر 1963، بعد النظر في طلب كينيا للانضمام إلى عضوية الأمم المتحدة، أوصى المجلس الجمعية العامة بقبول كينيا.